# Дебора Сквош

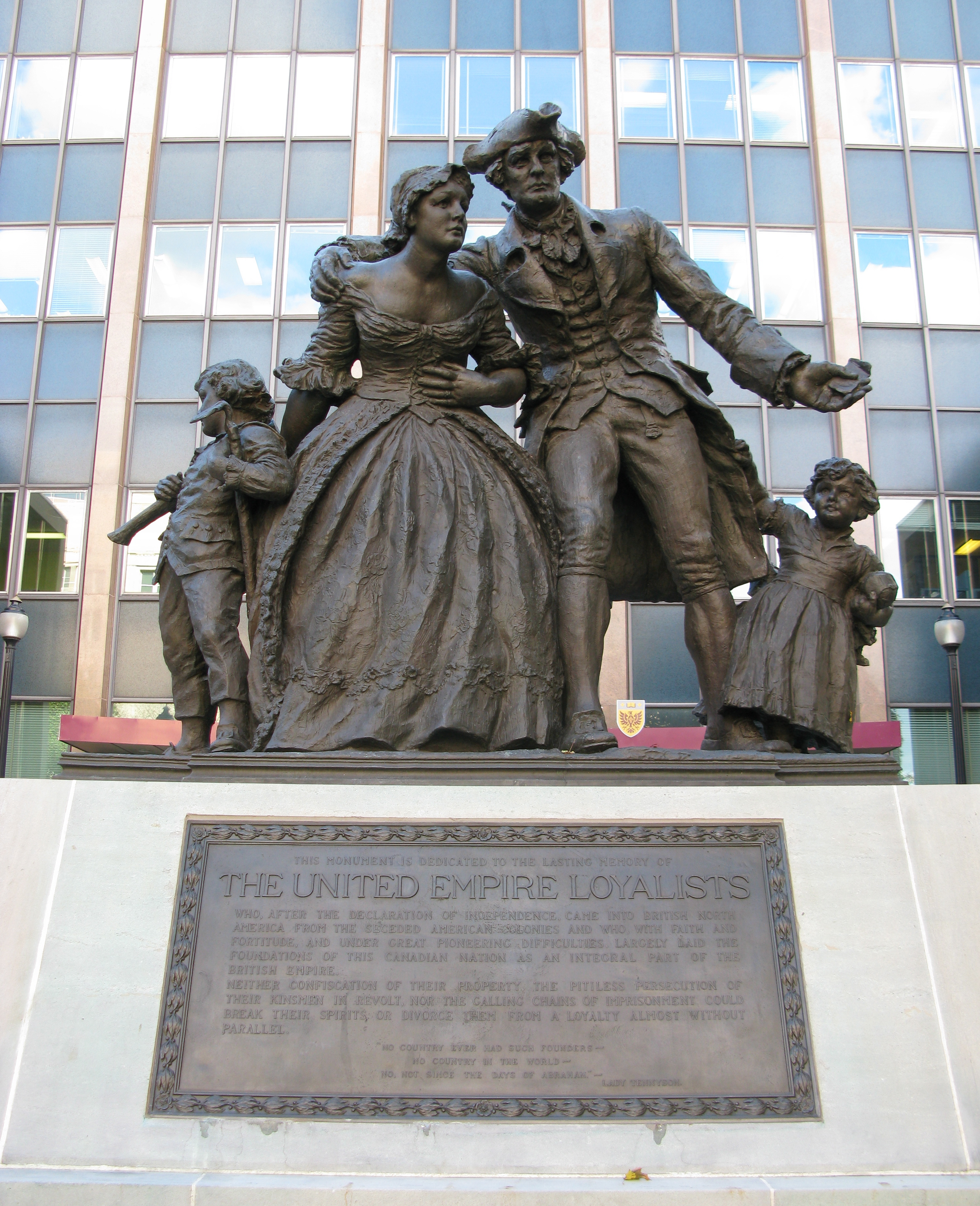
Лоялисты Объединённой империи. «Этот памятник посвящен вечной памяти лоялистов Империи Союза, которые после принятия Декларации независимости прибыли в Британскую Северную Америку из отделившихся американских колоний и с верой и стойкостью, преодолевая огромные трудности первопроходцев, в значительной степени заложили основы этой канадской нации как неотъемлемой части Британской империи. Ни конфискация имущества, ни безжалостное преследование восставших сородичей, ни тяжкие цепи тюремного заключения не смогли сломить их дух или развести их с верностью, почти не имеющей аналогов.
Ни в одной стране не было таких основателей… Ни одна страна в мире…
Нет, со времен Авраама».
— Леди Теннисон

Дебора Сквош (англ. Deborah Squash; род. около 1763 — неизвестно) — рабыня на плантации Маунт-Вернон, принадлежащей Джорджу Вашингтону. Сбежала с неё в 1781 году. Она отправилась в Новый Амстердам, который был штаб-квартирой британцев во время Американской революции. В конце войны она была одной из 3000 чернокожих в книге негров, которые отплыли на британском корабле в Новую Шотландию.

## Маунт-Вернон
В детстве Дебора была порабощена на плантации Джорджа и Марты Вашингтон в Маунт-Верноне. У Вашингтонов было около 300 рабов, которые должны были усердно работать. Считалось, что рабы Вашингтона обладают «высокоразвитыми навыками» и считаются «ценным имуществом». Во время войны за независимость США Вашингтон был заинтересован в продаже своих рабов, особенно одиноких людей (чтобы избежать разделения мужей и жен), потому что он «отчаянно нуждался в деньгах». Одинокие афроамериканцы в Маунт-Верноне знали, что их могут продать в любое время. Девять человек были проданы в 1779 году, и Вашингтон попросил своего двоюродного брата и надсмотрщика Лунда Вашингтона проверить рынок на предмет хороших цен на оставшихся холостых рабов.

## Прокламация Данмора
Во время войны за независимость, лорд Данмор — губернатор колонии Виргиния, в 1775 году издал прокламацию, которая предоставляла свободу тем, кто покидал своих владельцев и вступал в ряды британской армии. Сэр Генри Клинтон — британский главнокомандующий в Нью-Йорке, решил, что британцы проигрывают войну, и издал Филиппсбургскую прокламацию (1779), в соответствии с которой любой чернокожий человек, ставший лояльным к британцам, получит свободу, защиту и землю.

## Побег в Нью-Йорк
В возрасте шестнадцати лет Дебора увидела возможность сбежать в апреле 1781 года, когда британский корабль HMS Savage (отправлявшийся в Нью-Йорк), прибыл в порт на расстоянии в 0,25 мили (400 м) от Маунт-Вернона, грабя и поджигая дома по пути вдоль реки Потомак, покидая Маунт-Вернон.
Она и шестнадцать других порабощенных людей, побежали с ней на борт корабля. Лунд Вашингтон надсмотрщик на плантации, пытался вернуть чернокожих, обменивая их на припасы. Капитан корабля, Томас Грейвс, взял провизию, но не отпустил работников плантации. Они стали несколькими из тысяч беглецов, последовавших за британской армией, которые были плохо оснащены, чтобы накормить и должным образом позаботиться о здоровье. По оценкам историков, почти 50 % людей, последовавших за британской армией, умерли до окончания войны из-за болезней, голода или низких температур.
Дебора выжила, заболев оспой, из-за которой её лицо покрылось оспинами, и отправилась в Новый Амстердам, штаб-квартиру британских вооруженных сил во время войны. Генри Сквош, который также избежал порабощения, приехал в Новый Амстердам и был продан капитаном. Генри и Дебора были женаты.

## Перевезена в Новую Шотландию

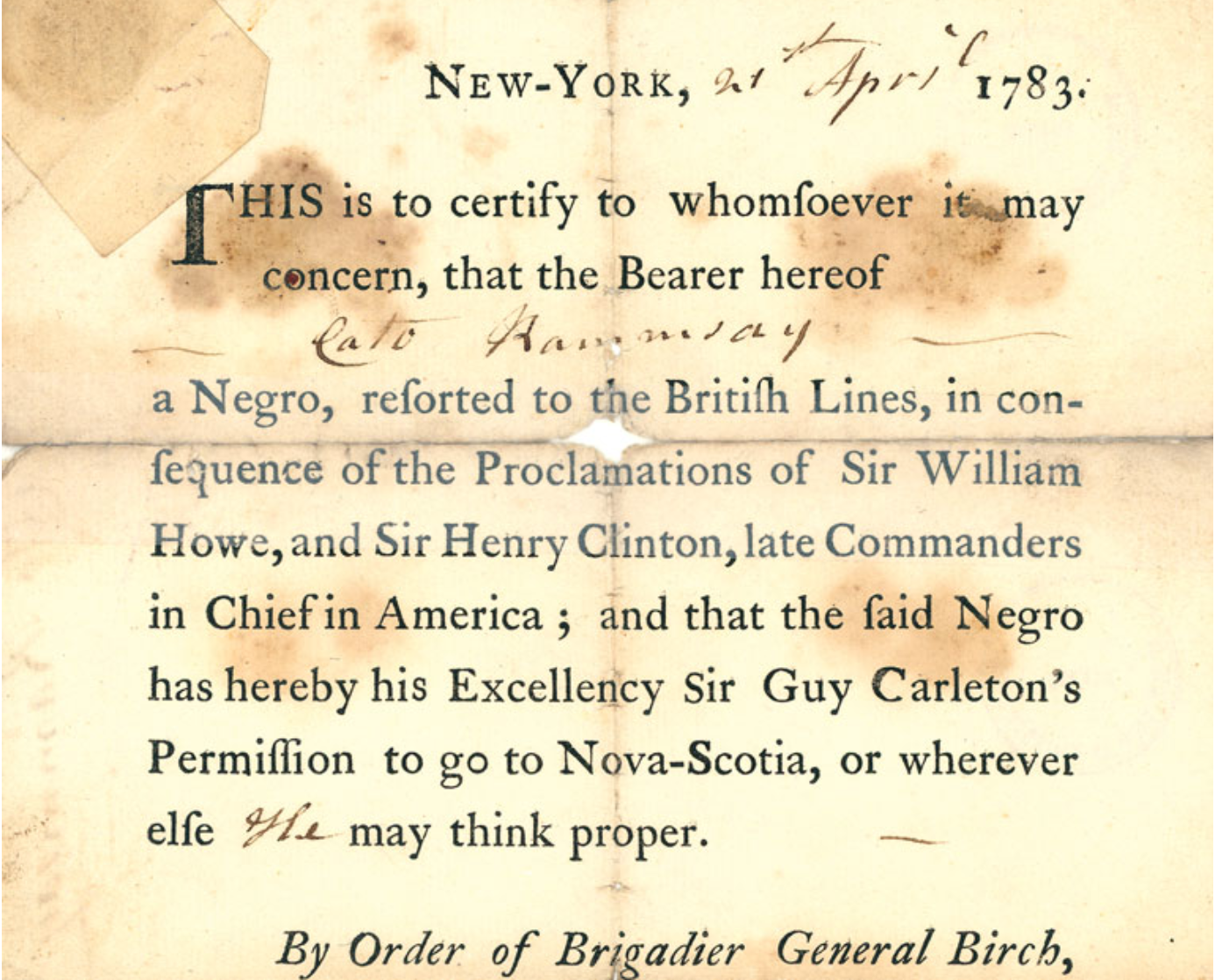
Свидетельство о свободе и перевозке, подписанное генералом Сэмюэлем Бирчем «Этот паспорт принадлежал Катону Рамсею, позволяя ему иммигрировать в Новую Шотландию». Архивы Новой Шотландии.

Война закончилась в 1783 году, и по условиям Парижского мирного договора британцы должны были вернуть всех беглецов в рабство. Сэр Гай Карлтон, отвечавший за эвакуацию британских войск из колоний, опасался обращения с ними по возвращении к их владельцам. Он отказался вернуть афроамериканцев, но предложил денежную компенсацию за каждого беглеца, которая была принята Джорджем Вашингтоном. В книге негров перечислены все чернокожие, которые поднялись на борт британского корабля в Нью-Йорке. В ней было указано, что Деборе около 20 лет, она была замужем за Генри и то, что по предположениям она сбежала четыре года назад. Она получила свое свидетельство о свободе от генерала Сэмюэля Бирча.
27 апреля 1783 года Дебора и Генри поднялись на борт корабля «Полли», направлявшегося в Порт-Розуэй, Новая Шотландия.

## Новая Шотландия
Дебора прибыла в Порт-Роузи, но канадцы были не готовы справиться с большим наплывом людей. Многие люди изначально жили во временном жилье, таком как ямы, палатки или хижины. Несмотря на обещание земли, большинство людей не получили землю, а если и получили, то часто она была непригодна для ведения сельского хозяйства. Если у чернокожего был навык, он брался за ремесло, но ему платили не так много, как белым людям. Те, у кого не было ремесла, становились наемными слугами, и с ними обращались как с рабами. В то время рабство было законным в Новой Шотландии. Возмущенная тем, что чернокожим платили меньше и, следовательно, у них было больше клиентов, группа бывших белых солдат начала первый расовый бунт в Канаде в июле 1784 года, когда они разрушили дома 20 чернокожих в Порт-Розуэй (ныне Шелберн). Многие чернокожие умерли из-за болезней, нищеты, голода и суровых зим. Получив возможность свободно поклоняться, чернокожие нашли религию и духовные песни, которые помогли им справиться со своими трудностями.
Примерно через год после того, как она прибыла в Порт-Роузи, она поселилась в Бирчтауне, где она появилась на Бирчтаунском сборе 1784 года. После сбора она была указана как Дебора Линч, живущая в доме с мистером Линчем. В том же доме жил Нил Робинсон, который, предположительно, сменил свое имя на Джек Нил.
Из примерно 1500 чернокожих лоялистов, поселившихся в округе Шелберн в Новой Шотландии, большинство поселились в Порт-Роузи, а некоторые — в Бирчтауне, который был назван в честь генерала Сэмюэля Бирча. Полковник Стивен Блюке, являющийся чернокожим лоялистом, возглавлял чернокожих пионеров в строительстве городов Порт-Роузи и Бирчтауна.

## Наследие
История её жизни и того, каково это — быть рабыней, была рассказана в книге «Рабство в Нью-Йорке» (англ. Slavery in New York), которая стала выставкой в Нью-Йорке.